# Miličani
Miličani falu Horvátországban Kapronca-Kőrös megyében. Közigazgatásilag Sokolovachoz tartozik.

## Fekvése
Kaproncától 12 km-re délnyugatra, községközpontjától 3 km-re délkeletre a  Bilo-hegység nyugati részén fekszik.

## Története
A falunak 1857-ben 98, 1910-ben 194 lakosa volt. Trianonig Belovár-Kőrös vármegye Kaproncai járásához tartozott. 2001-ben a falunak 158 lakosa volt.

## Külső hivatkozások
Sokolovac község hivatalos oldala